# Symposia columbiana
Symposia columbiana är en spindelart som beskrevs av Müller och Stefan Heimer 1988. Symposia columbiana ingår i släktet Symposia och familjen vattenspindlar.
Artens utbredningsområde är Colombia. Inga underarter finns listade i Catalogue of Life.